# Cornelis de Boer (romanist)
Cornelis de Boer (Leiden, 26 mei 1880 - Leiden, 7 augustus 1957) was een Nederlands romanist en taalkundige.

## Loopbaan
Op 3 maart 1904 behaalde De Boer zijn kandidaats in de Klassieke Taal- en Letterkunde aan de universiteit van Groningen; op 22 december 1906 behaalde hij aldaar zijn MO B Franse Taal- en letterkunde. Hij promoveerde op 2 juni 1909 aan de Sorbonne op een uitgave van Philomena, een werk dat hij toeschreef aan Chrétien de Troyes.
Hierna was hij enige jaren leraar, totdat hij, op eigen verzoek, in 1912 aangesteld werd als privaat-docent aan de universiteit van Utrecht. Van 1917-1920 was hij lector Franse taal- en letterkunde aan de Universiteit van Amsterdam, een functie die hij vervolgens (1920-1931) uitoefende aan de universiteit van Leiden. Op 20 april 1931 werd hij daar benoemd tot hoogleeraar in de Romaanse taal-en letterkunde. Dit bleef hij tot zijn emeritaat. In de jaren direct na de Tweede Wereldoorlog was hij decaan van de letteren-faculteit.
De Boer was sinds 1927 lid van de Koninklijke Nederlandsche Akademie van Wetenschappen.

## Arbeidsterrein
Aanvankelijk was De Boer vooral geïnteresseerd in middeleeuwse Franse letterkunde. Hij heeft op dit gebied dan ook verschillende publicaties (tekst-edities) op zijn naam staan. Maar toen hij de synchronische taalkunde van Ferdinand de Saussure ontdekt had, werd hij daardoor gegrepen, en heeft hij zich toegelegd op de bestudering van de Franse taal volgens de principes der synchronische taalkunde (dus een niet-historische benadering). Hij publiceerde hierover verschillende artikelen welke uitmondden in zijn Syntaxe du français moderne uit 1947.

## Publicaties
- 1909: Philomena. Conte raconté d'après Ovide (Proefschrift).
- 1911: Pyrame et Thisbé. Texte normand du XIIe siècle.
- 1912: La Normandie et la renaissance classique dans la littérature française du XIIe siècle. Openingsrede bij de aanvaarding van zijn privaat-docentschap in Utrecht, uitgesproken op 5 oktober 1912.
- 1915: Ovide moralisé. Poème du commencement du quatorzième siècle. Tome 1 (Livres I-III) avec une introduction.
- 1917: Autour d'un mot. Openingsrede bij de aanvaarding van zijn lectoraat te Amsterdam, uitgesproken op 26 september 1917.
- 1920: Considérations sur l'intérêt de la littérature française au Moyen âge. Openingsrede bij de aanvaarding van zijn lectoraat in Leiden, uitgesproken op 9 oktober 1920.
- 1920: Ovide moralisé. Tome 2, (Livres IV-VI).
- 1922: Essais de syntaxe française moderne.
- 1926: Essai sur la syntaxe moderne de la préposition en français et en italien.
- 1931: De "drift naar ‘t verleden" in de Romaanse linguistiek. Inaugurele rede bij de aanvaarding van zijn hoogleraarambt te Leiden, uitgesproken op 20 mei 1931.
- 1931: Ovide moralisé. Tome 3, (Livres VII-IX). In samenwerking met Martina G. de Boer en Jeannette Th. M. van 't Sant.
- 1933: Introduction à l'étude de la syntaxe du français.
- 1936: Ovide moralisé. Tome 4, (Livres X-XIII) in samenwerking met Martina G. de Boer et de Jeannette Th. M. van 't Sant.
- 1938: Ovide moralisé. Tome 5, (Livres XIV et XV avec deux appendices) in samenwerking met Martina G. de Boer.
- 1947: Syntaxe du Français moderne. Tweede herziene editie 1954; de eerste druk was tot stand gekomen tijdens de oorlog waardoor De Boer niet over alle gewenste documentatie kon beschikken.
- 1954: Ovide moralisé en prose (texte du XVe siècle), édition critique avec une introduction par C. de Boer.

## Voetnoten
- Bibliothèque nationale de France: cb12423617n (data)
- Biografisch Portaal: 67092550
- Digitale Bibliotheek voor de Nederlandse Letteren: boer064
- Gemeinsame Normdatei: 171982290
- International Standard Name Identifier: 0000 0000 4569 4254
- Library of Congress Control Number: n86823989
- Nationale bibliotheek van Australië: 35821277
- Nationale Bibliotheek van Israël: 987007271404405171
- Nederlandse Thesaurus van Auteursnamen: 067558046
- Système universitaire de documentation: 033362939
- Virtual International Authority File: 19021812
- WorldCat: E39PBJhRCxJKdqDPJ3PHf8qmh3